# Scotinomys
Scotinomys és un gènere de rosegadors de la família dels cricètids. Viuen a Centreamèrica, on la seva distribució s'estén des del sud de Mèxic fins a l'oest de Panamà. Tenen una llargada de cap a gropa de 8–8,5 cm, una cua de 5–7 cm i un pes de 12–15 g. Es tracta d'animals diürns que prefereixen les zones rocoses de les sabanes i els boscos. S'alimenten d'insectes. El nom genèric Scotinomys significa ‘ratolí fosc’ en llatí.